# Burg Wiesentfels
Die Burg Wiesentfels ist eine Felsenburg über dem Ortsteil Wiesentfels der oberfränkischen Stadt Hollfeld im Landkreis Bayreuth. Die Burg ist in Privatbesitz und kann zurzeit nicht besichtigt werden (Stand August 2025).

## Geographische Lage
Sie überragt auf einem 40 Meter hohen Felsen das Tal der Wiesent.

## Geschichte
Die Burg war von 1333 bis 1938 im Besitz oder Teilbesitz der Grafen von Giech. Ritter Albert von Giech erhielt die Burg im Jahr 1333 vom Hochstift Bamberg als Lehen. Im Jahr 1412 wurden zwei Drittel der Burg als Unterwiesentfels an Heinz von Schaumberg und 1415 wurde ein Drittel der Burg als Oberwiesentfels an Hans II. von Giech verliehen.
Nach dem Einfall der Hussiten 1433 wurde Oberwiesentfels als „wüst“ bezeichnet und verschwand 1467 aus den Lehensbüchern. Von 1476 bis 1481 wurde die Burg neu aufgebaut. 1487 erhielten die Brüder Otto und Dietz von Giech die Hälfte der neuen Burg vom Hochstift als Lehen. Im Jahr 1525 wurde sie von aufständischen Bauern niedergebrannt und danach von Graf Achaz von Giech im alten Stil erneut aufgebaut.
1632 zog das Hochstift das Lehen der zum Protestantismus übergetretenen Adeligen ein und belehnte damit den Obristen Hans Wolf Freiherr von Salis, der sich bei den Kämpfen um Regensburg als Generalfeldwachtmeister in bayerischen Diensten bewährte. 1654 wurde, nach längeren Erbstreitigkeiten, die Linie der Herren von Giech aus Schloss Thurnau mit Wiesentfels belehnt, die 1695 in den Grafenstand erhoben wurden. Von da an blieb die Burg bis zum Jahr 1938, als der letzte Graf starb, Wohnsitz und Eigentum der Grafen von Giech. Die Erben von Thurnau und Wiesentfels, Freiherren Hiller von Gaertringen, verkauften die Burg 1969; im Jahre 2009 wurde sie erneut verkauft.

Ansichten der Burg Wiesentfels
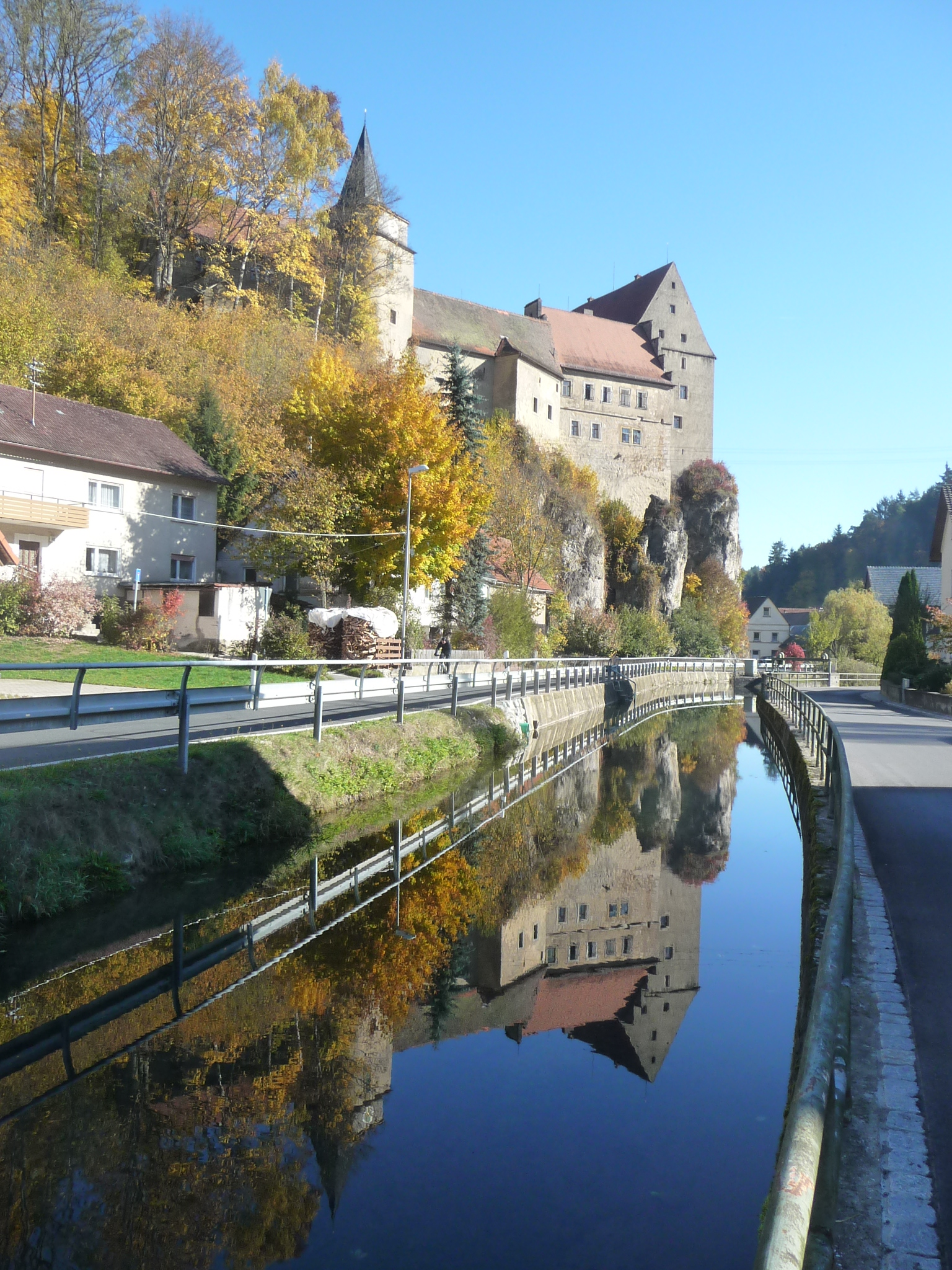
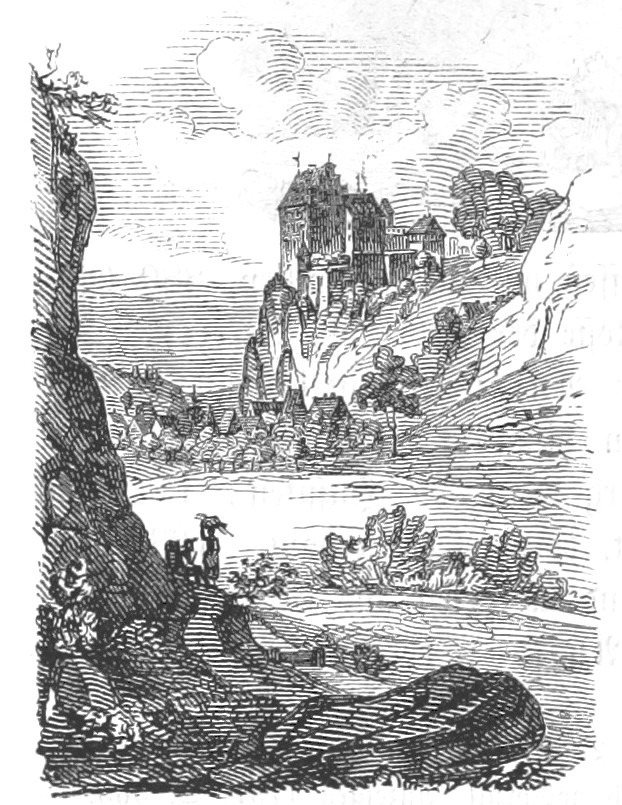
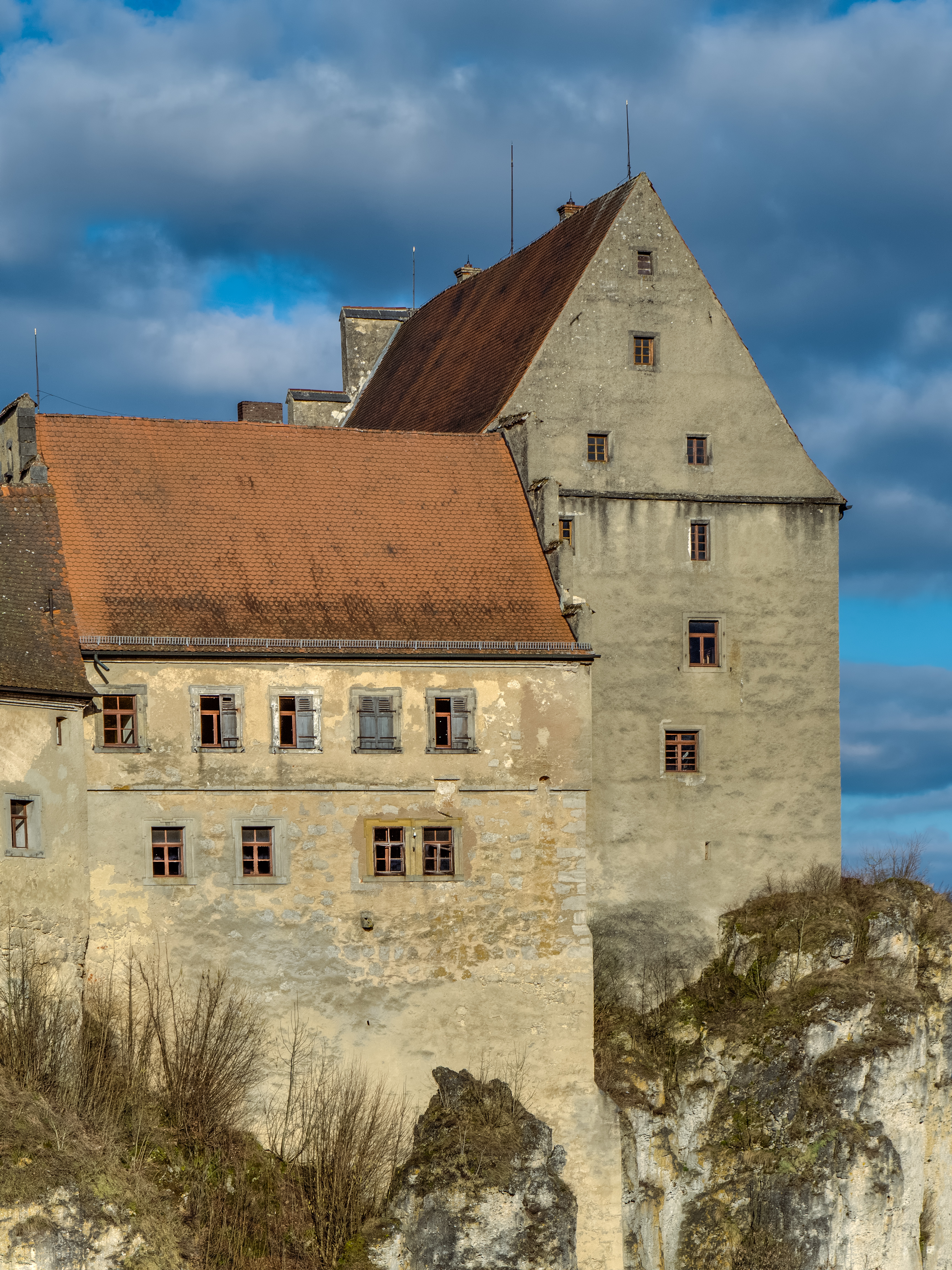
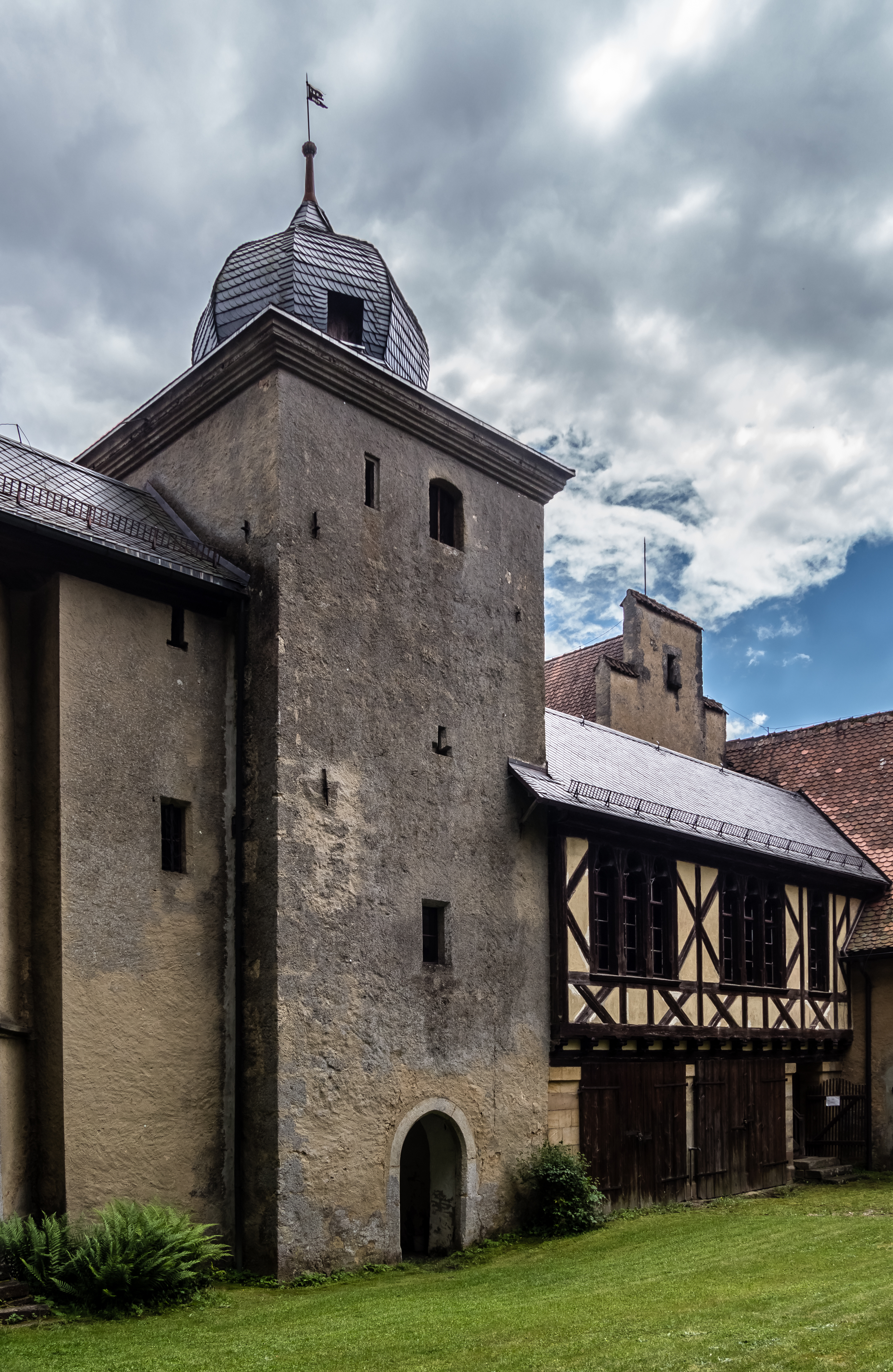
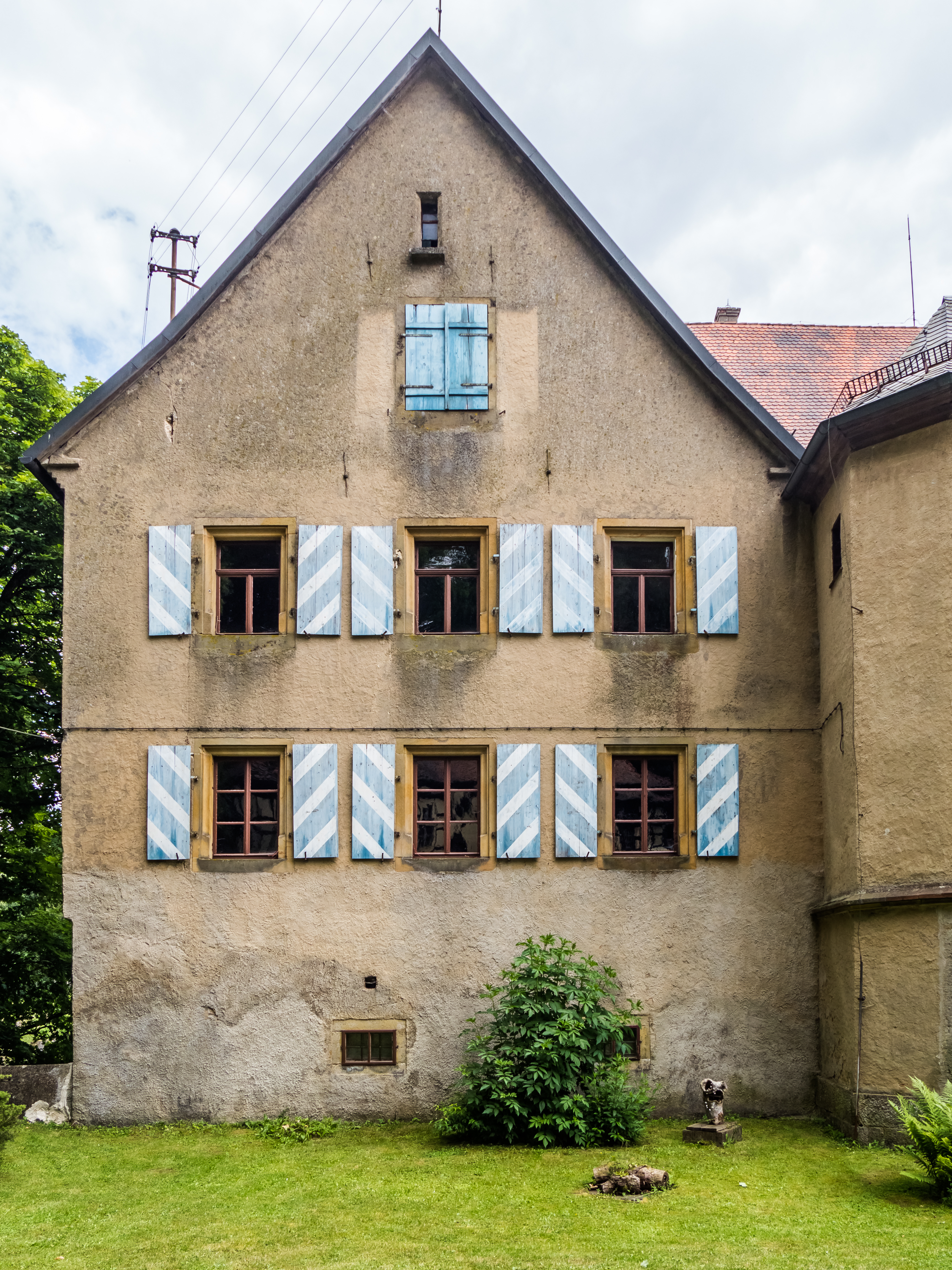
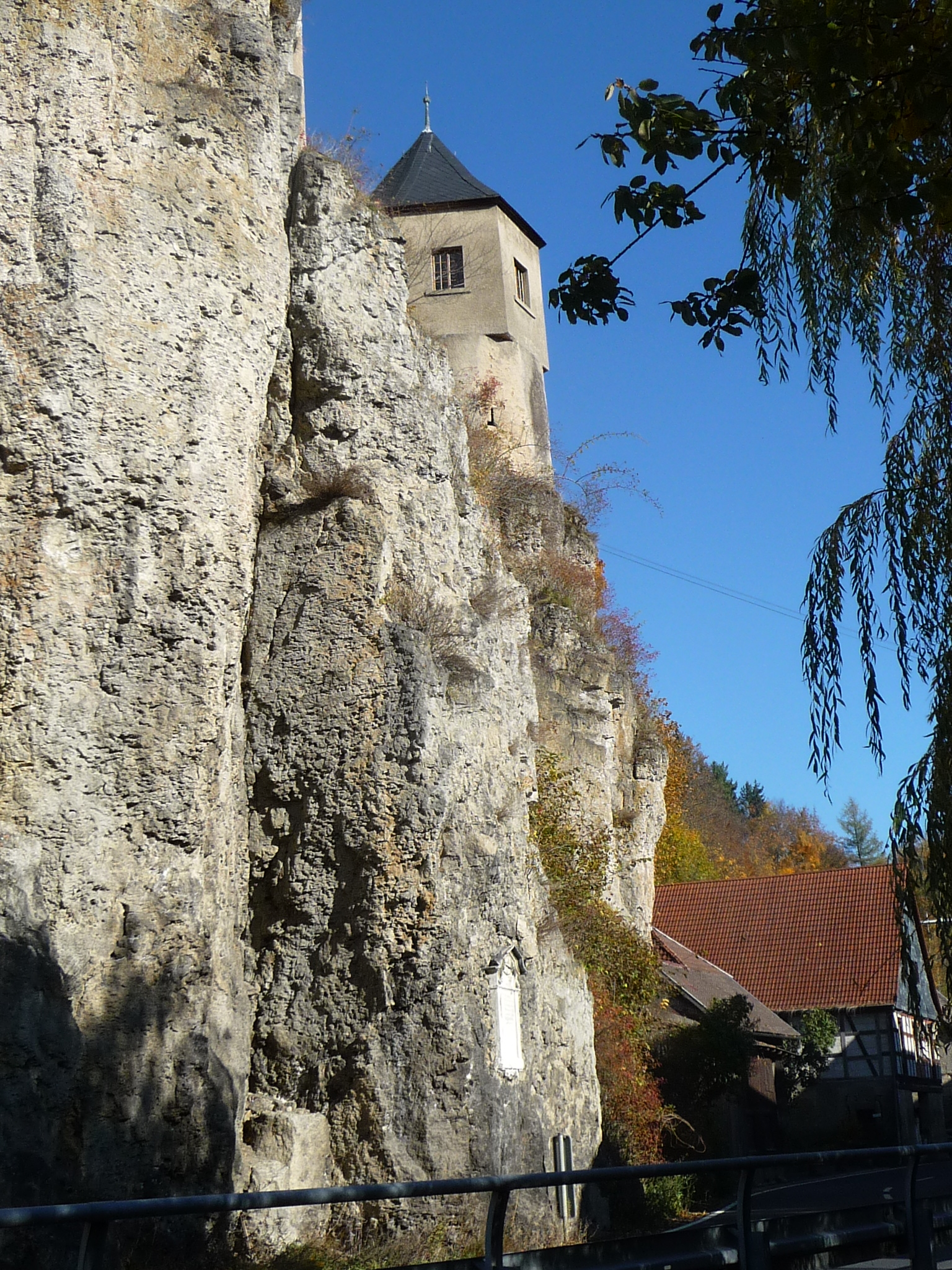